# Păuliș
Păuliș è un comune della Romania di 4 349 abitanti, ubicato nel distretto di Arad, nella regione storica della Transilvania.
Il comune è formato dall'unione di 4 villaggi: Barațca, Cladova, Păuliș, Sâmbăteni.
Tra i luoghi di interesse del comune, si trovano un insediamento fortificato con una chiesa, costruiti tra il XIV ed il XVI secolo, e un parco botanico, dove crescono esemplari di tasso, magnolia e pino dell'Himalaya.